# 페르안데르스 세프
페르안데르스 세프(스웨덴어: Per-Anders Sääf, 1965년 4월 11일~)는 스웨덴의 배구 선수, 지도자로 포지션은 미들블로커이다. 현역 시절에 서독, 이탈리아, 그리스에서 선수 생활을 보냈고, 스웨덴 국가대표로 1988년 하계 올림픽에 참가하였다.

## 수상

### 클럽
함부르크 SV
- 볼리발 분데스리가 : 우승 (1986-87, 1987-88) 준우승 (1988-89)
- 독일컵:  우승 (1988-89)
- 독일 슈퍼컵:  우승 (1987-88, 1988-89)

### 국가대표팀
스웨덴
- 유럽 선수권 대회 : 준우승(1989)